# Rafael Ribó
Rafael Ribó Massó (Barcelona, 10 de mayo de 1945) es un político español. Adscrito a la izquierda ecosocialista, fue líder del Partido Socialista Unificado de Cataluña (PSUC) y de Iniciativa per Catalunya Verds. Desde 2004 hasta 2022 ejerció de Síndic de Greuges de Cataluña.

## Biografía
Nació el 10 de mayo de 1945 en Barcelona, en el seno de una familia conservadora y burguesa, afecta al catalanismo tradicional; su padre fue secretario económico de Francisco Cambó. Estudió en los jesuitas de Sarriá.
Inició su actividad política en 1963 como miembro del Sindicato Democrático de Estudiantes de la Universidad de Barcelona (SDEUB).
Licenciado en Ciencias Económicas y en Derecho por la Universidad de Barcelona (UB), la concesión de una beca, le permitió realizar un máster en Ciencias Políticas por la New School for Social Research de Nueva York.
A principios de la década de los setenta fue uno de los intelectuales que formó parte de la Asamblea de Cataluña.
En 1974 se doctoró en Ciencias Políticas, Económicas y Comerciales por la Universidad de Barcelona con la tesis titulada El concepte de «cultura política» segons Almond: a la recerca de l’especificitat política dels pobles, leída en catalán —algo inédito entonces— y dirigida por Josep Antoni González Casanova.
También en 1974 efectuó su solicitud de ingreso en el Partido Socialista Unificado de Cataluña (PSUC), que se formalizó al año siguiente.
Resultó elegido diputado en las elecciones al Parlamento de Cataluña de 1980. Fue elegido secretario general del PSUC en 1986, y presidente entre 1987 y 2000 de la nueva formación, la ecosocialista Iniciativa per Catalunya (ICV). Ribó llegó a ser también diputado por Barcelona en el Congreso de los Diputados durante la v legislatura (1993-1995), dentro del Grupo Parlamentario Federal Izquierda Unida-Iniciativa por Cataluña (GIU-IC).
Como secretario general del PSUC y presidente de ICV, congeló el funcionamiento del PSUC, siendo partidario de su disolución. 
Varias operaciones sucesivas de cataratas que le salvaron de quedarse parcialmente ciego le dieron a conocer la problemática relacionada con las enfermedades oculares. Por este motivo, en 2001 creó junto con el oftalmólogo Borja Corcóstegui Guraya la Fundación “Ulls del Món” (Ojos del Mundo). Preside el patronato de esta fundación desde el inicio de su creación formal en julio del año 2001.
Fue elegido Síndico de Agravios de Cataluña el 17 de junio de 2004, tomando posesión del cargo el 1 de julio. Aprobada la reforma de la Ley del Síndico de Agravios, como parte de las reformas estatutarias iniciadas después de la aprobación del Estatuto de autonomía de Cataluña de 2006. En esta reforma se aumentaron sus competencias, a propuesta del diputado autonómico del PP Francesc Vendrell Bayona, se extendió su mandato de cinco a nueve años, eliminando la posibilidad de renovación. En enero de 2010, como candidato único, fue reelegido en votación parlamentaria, con 117 votos a favor, tres en contra y tres abstenciones. Superó así la proporción de tres quintas partes del pleno requerida para poder designar al responsable.
En junio de 2006 fue nombrado director del Instituto Internacional del Ombudsman (IOI). Como presidente y director europeo es también miembro de pleno derecho de la junta mundial de la organización. 
En junio de 2009 fue nombrado presidente de la Junta Directiva Europea del Instituto Internacional del Ombudsman (IOI), entidad que mantiene oficinas para atender las reclamaciones del público ante las decisiones de los organismos públicos. En la función de estas responsabilidades, Rafael Ribó realizó más de 50 viajes oficiales internacionales en el periodo 2010-2011. Debido a este hecho, algunos medios de comunicación españoles nacionales, autonómicos y locales le acusaron de utilizar los fondos de la Sindicadura de Greuges en beneficio propio. En respuesta a esta polémica, Rafael Ribó rindió cuentas de sus viajes en el Parlamento de Cataluña en junio de 2012.
El 15 de marzo de 2020, durante la pandemia de enfermedad por coronavirus, y tras haber registrado síntomas de la enfermedad, dio positivo en la prueba del coronavirus.
El 14 de julio de 2022 acabó su mandato como Síndico de Agravios de Cataluña. En reconocimiento a su "excepcional contribución" durante su mandato, la International Ombudsman Institute (IOI), la organización en la que están representados los defensores del pueblo de todo el mundo, lo nombró miembro vitalicio y le concedió su Medalla de Oro al Mérito.
En lo personal, está casado en segundas nupcias y tiene tres hijos.

## Posiciones e ideología
Defensor del nacionalismo catalán, Ribó, decidido a obstaculizar la implantación territorial de Izquierda Unida (IU) en Cataluña desde su posición de secretario general de ICV, mantuvo fuertes discrepancias con Julio Anguita en este sentido en la década de 1990, producto de las cuales se dio lugar al estallido de las relaciones históricas entre el PCE y el PSUC, que consumó la ruptura de IU e ICV en 1997.

## Obras
- Sobre el hecho nacional (1977), ("Sobre el fet nacional"')
- Debate ideológico y democracia interna, (1979) ("Debat ideològic i democràcia interna")
- Cataluña, nación de izquierda (1988), ("Catalunya, nació d'esquerra")
- Otra Cataluña, otra izquierda (1999), ("Una altra Catalunya, una altra esquerra")